# Економска комисија Уједињених нација за Африку
Економска комисија Уједињених нација за Африку, УНЕКА или ЕКА (енгл. United Nations Economic Commission for Africa, UNECA, ECA) је једна од пет регионалних комисија, основана 1958. године од стране Економског и социјалног савета Уједињених нација за подстицање економске сарадње између држава чланица (нација афричког континента), а на предлог Генералне скупштине Уједињених нација. ЕКА има 54 државе чланице, тј. 54 државе чланице Уједињених нација, који леже на афричком континенту.

## Програм
Рад Комисије је организован у седам програма:
- Афрички центар за статистику
- Безбедност хране и одрживи развој
- Родни и друштвени развој
- ИКТ, наука и технологија
- НЕПАД и регионалне интеграције
- Трговина, финансије и економски развој
- Управљање и јавна администрација

## Локације
- Адис Абеба, Етиопија (седиште)
- Јаунде, Камерун (регионално седиште за Централну Африку)
- Кигали, Руанда (регионално седиште за источну Африку)
- Тангер, Мароко (регионално седиште за северну Африку)
- Лусака, Замбија (регионално седиште за Јужну Африку)
- Нијамеј, Нигер (регионално седиште за западну Африку)